# Franz-Karl Ehrhard
Franz-Karl Ehrhard (* 1953) ist ein deutscher Tibetologe und Hochschullehrer. Seine Forschungsarbeit konzentriert sich auf religiöse und literarische Traditionen in Tibet und im Himalaya (Nepal, Sikkim, Bhutan). Ein besonderer Schwerpunkt ist die Dzogchen-Tradition des tibetischen Buddhismus.

## Leben
Er studierte Tibetologie, Indologie und Ethnologie in Hamburg (Magister, Promotion und Habilitation). Von 1988 bis 1993 war er Resident Representative des Nepal Research Center und Nepal-German Manuscript Preservation Project in Kathmandu. Von 1993 bis 1998 war er wissenschaftlicher Mitarbeiter am DFG-Schwerpunktprogramm Staatenbildung und Siedlungsprozesse im tibetischen Himalaya. Seit 1998 ist er Research Fellow am Lumbini International Research Institute in Lumbini. Er hatte Gastprofessuren an der Universität Wien, Institut für Tibetologie und Buddhismuskunde (2000), Harvard University, Tibetan and Himalayan Studies (2001). Von 2003 bis 2019 war er Professor für Tibetologie und Buddhismkunde an der Universität München.

## Publikationen (Auswahl)
- "Flügelschläge des Garuḍa" : literar- und ideengeschichtliche Bemerkungen zu einer Liedersammlung des rDzogs-chen. Stuttgart : Steiner. 1990 (Hamburg, Univ., Diss., 1987) Tibetan and Indo-Tibetan studies ; 3
- Franz-Karl Ehrhard & Alexander W. Macdonald (eds.): Snowlight of Everest : a history of the Sherpas of Nepal / Sanggye Tenzin (Sangs-rgyas bstan-'dzin). Stuttgart : Steiner-Verl. Wiesbaden. 1992 (Nepal Research Centre publications, 18)
- Ingrid Fischer-Schreiber, Franz-Karl Ehrhard, Kurt Friedrich: Lexikon der östlichen Weisheitslehren: Buddhismus – Hinduismus – Taoismus – Zen. Scherz Verlag, Bern/München/Wien 1994
- Early Buddhist Block Prints from Mang-yul Gung-thang. Lumbini International Research Institute 2000.
- Die Statue des Ārya Va-ti bzang-po. Ein Beitrag zu Geschichte und Geographie des tibetischen Buddhismus. Reichert, Wiesbaden 2004.
- Keith Dowman, Franz-Karl Ehrhard (Übers.): Der heilige Narr – Das liederliche Leben und die lästerlichen Gesänge des tantrischen Meisters Drukpa Künleg. O.W. Barth bei Scherz, 2005, ISBN 978-3-502-61159-2
- A rosary of rubies : the chronicle of the Gur-rigs mDo-chen tradition from South-Western Tibet. München : Indus-Verl. 2008 online
- Buddhism in Tibet and the Himalayas : Texts and Traditions. Vajra Pubs. (2013)